# Shinichi Itoh
Shinichi Itoh (ou Itō), né le 7 décembre 1966 à Kakuda, est un pilote de moto japonais actif en Grands Prix de 1988 à 2011 mais qui participe encore à des compétitions au Japon.
Il a fait toute sa carrière sur Honda.
Sa dernière course de championnat du Monde de Vitesse remonte au Grand Prix du Japon 2011 où il termine 13e.
En 2017, âgé de 50 ans, il fait partie des engagés aux 8 heures de Suzuka, comptant pour le championnat du monde d'Endurance EWC, sur une Honda CBR1000 SP2 d'usine.